# Conus auricomus
Espèce
Statut de conservation UICN

LC : Préoccupation mineure
Conus auricomus est une espèce de mollusques gastéropodes marins de la famille des Conidae.
Comme toutes les espèces du genre Conus, ces escargots sont prédateurs et venimeux. Ils sont capables de « piquer » les humains et doivent donc être manipulés avec précaution, voire pas du tout.

## Description
La taille de la coquille varie entre 32 mm et 69 mm. La coquille cylindrique présente des stries tournantes sur toute sa surface. Son motif réticulé uniforme dans la taille des mailles, interrompu par trois ou quatre larges bandes brun-orange uniformes. La flèche convexe est maculée.

## Distribution
Cette espèce est présente dans l'océan Indien au large du bassin des Mascareignes. Bassin des Mascareignes.

### Niveau de risque d’extinction de l’espèce
Selon l'analyse de l'UICN réalisée en 2011 pour la définition du niveau de risque d'extinction, cette espèce habite une grande partie de l'Indo-Pacifique, de l'Afrique de l'Est à Hawaï. Cependant, elle est absente de la mer Rouge et des eaux entourant l'Inde, c'est-à-dire le golfe du Bengale et la mer d'Arabie. Bien que cette espèce ne soit pas commune, elle a une très large distribution et il n'y a pas de menaces connues. Elle a été évaluée comme étant de préoccupation mineure.

## Taxonomie

### Publication originale
L'espèce Conus auricomus a été décrite pour la première fois en 1792 par le conchyliologiste danois Christian Hee Hwass (1731-1803) dans la publication intitulée « Encyclopédie méthodique ou par ordre de matières Histoire naturelle des vers - volume 1 » écrite par le naturaliste français Jean-Guillaume Bruguière (1750-1798),.

### Synonymes
- Conus (Darioconus) auricomus Hwass, 1792 · appellation alternative.
- Conus dactylosus Kiener, 1847 · non accepté.
- Conus debilis Fenaux, 1943 · non accepté (invalide : homonyme junior de Conus..).
- invalide : junior homonym of Conus mediterraneus var. debilis Monterosato, 1917.
- Darioconus auricomus (Hwass, 1792) · non accepté.

## Identifiants taxonomiques
Chaque taxon catalogué par les bases de données biologiques et taxonomiques possède un identifiant qui permet d'établir un point de référence. Les identifiants de Conus auricomus dans les principales bases sont les suivants :
BOLD : 650286 - CoL : XWY9 - NCBI : 527115 - TAXREF : 91924 - UICN : 192815.